# Antonio Campos (acteur)
Pour le producteur et réalisateur, voir Antonio Campos.
Antonio Campos Di Girólamo (né le 24 avril 1987 à Santiago) est un acteur chilien.

## Biographie
Il est l'un des deux fils des acteurs Cristián Campos et Claudia Di Girólamo.

## Cinéma
- 2012 : Bahía Azul - Martín[réf. nécessaire]

## Télévision

### Telenovelas
- 2010 : Manuel Rodríguez (Chilevisión) - José Joaquín Guzmán
- 2011 : La doña (Chilevisión) - Nicolás Villarreal
- 2012-2013 : La Sexóloga (Chilevisión) - Lorenzo Núñez
- 2014 : Las dos Carolinas (Chilevisión) - Pablo Verdugo

### Séries
- 2011 : 12 días que estremecieron a Chile (Chilevisión)
- 2012 : El Diario Secreto de una Profesional (TVN) - César